# Grand Prix Australii 2013

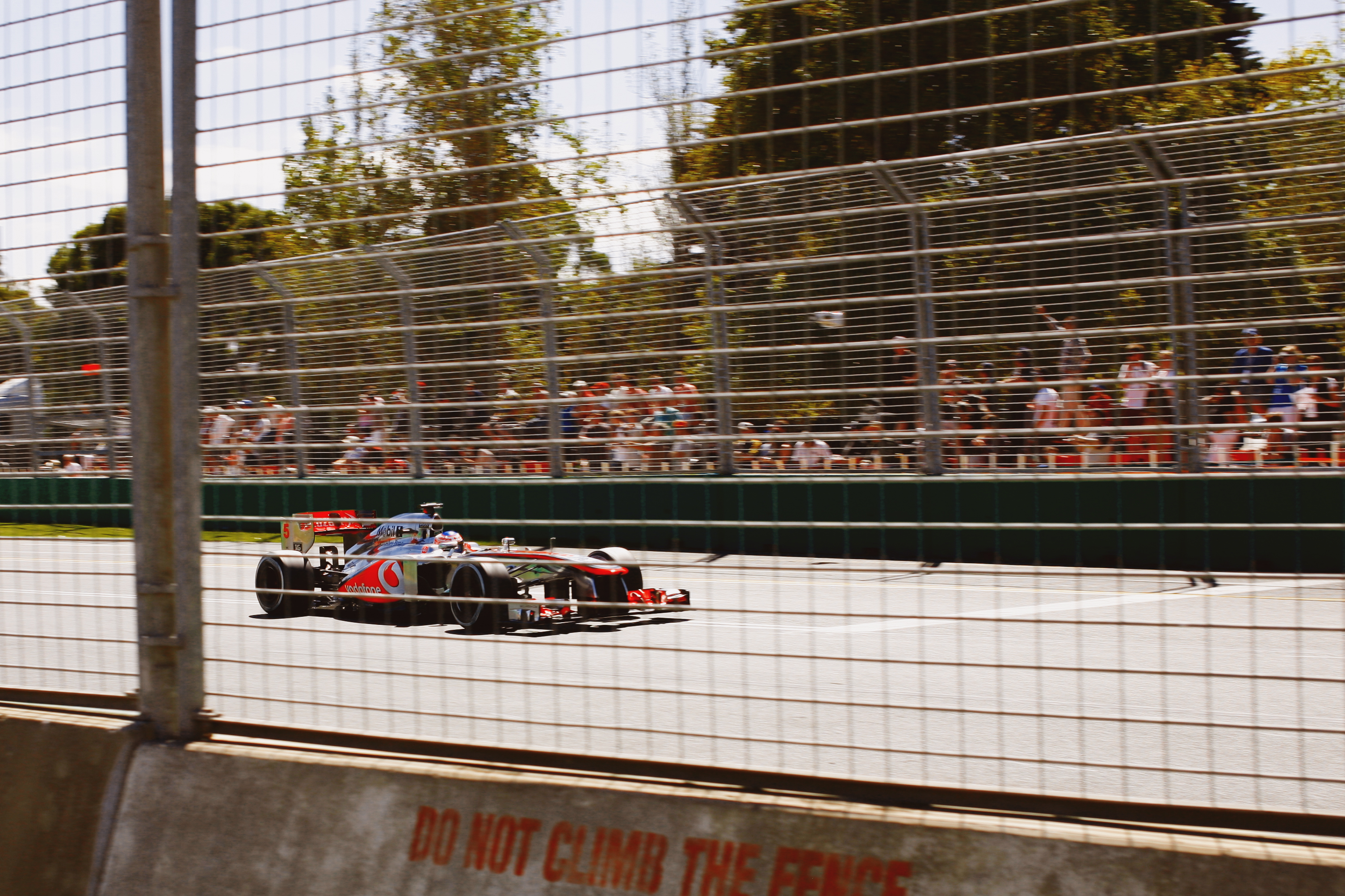
Jenson Button podczas Grand Prix Australii 2013

Grand Prix Australii 2013 (oficjalnie 2013 Formula 1 Rolex Australian Grand Prix) – pierwsza runda Mistrzostw Świata Formuły 1 w sezonie 2013.

## Lista startowa
| Nr | Kierowca            | Zespół                        | Samochód          | Silnik               | Opony |
| -- | ------------------- | ----------------------------- | ----------------- | -------------------- | ----- |
| 1  | Sebastian Vettel    | Infiniti Red Bull Racing      | Red Bull RB9      | Renault RS27-2013    | P     |
| 2  | Mark Webber         | Infiniti Red Bull Racing      | Red Bull RB9      | Renault RS27-2013    | P     |
| 3  | Fernando Alonso     | Scuderia Ferrari              | Ferrari F138      | Ferrari 056          | P     |
| 4  | Felipe Massa        | Scuderia Ferrari              | Ferrari F138      | Ferrari 056          | P     |
| 5  | Jenson Button       | Vodafone McLaren Mercedes     | McLaren MP4-28    | Mercedes-Benz FO108F | P     |
| 6  | Sergio Pérez        | Vodafone McLaren Mercedes     | McLaren MP4-28    | Mercedes-Benz FO108F | P     |
| 7  | Kimi Räikkönen      | Lotus F1 Team                 | Lotus E21         | Renault RS27-2013    | P     |
| 8  | Romain Grosjean     | Lotus F1 Team                 | Lotus E21         | Renault RS27-2013    | P     |
| 9  | Nico Rosberg        | Mercedes AMG Petronas F1 Team | Mercedes F1 W04   | Mercedes-Benz FO108F | P     |
| 10 | Lewis Hamilton      | Mercedes AMG Petronas F1 Team | Mercedes F1 W04   | Mercedes-Benz FO108F | P     |
| 11 | Nico Hülkenberg     | Sauber F1 Team                | Sauber C32        | Ferrari 056          | P     |
| 12 | Esteban Gutiérrez   | Sauber F1 Team                | Sauber C32        | Ferrari 056          | P     |
| 14 | Paul di Resta       | Sahara Force India F1 Team    | Force India VJM06 | Mercedes-Benz FO108F | P     |
| 15 | Adrian Sutil        | Sahara Force India F1 Team    | Force India VJM06 | Mercedes-Benz FO108F | P     |
| 16 | Pastor Maldonado    | Williams F1 Team              | Williams FW35     | Renault RS27-2013    | P     |
| 17 | Valtteri Bottas     | Williams F1 Team              | Williams FW35     | Renault RS27-2013    | P     |
| 18 | Jean-Éric Vergne    | Scuderia Toro Rosso           | Toro Rosso STR8   | Ferrari 056          | P     |
| 19 | Daniel Ricciardo    | Scuderia Toro Rosso           | Toro Rosso STR8   | Ferrari 056          | P     |
| 20 | Charles Pic         | Caterham F1 Team              | Caterham CT03     | Renault RS27-2013    | P     |
| 21 | Giedo van der Garde | Caterham F1 Team              | Caterham CT03     | Renault RS27-2013    | P     |
| 22 | Jules Bianchi       | Marussia F1 Team              | Marussia MR02     | Cosworth CA2013      | P     |
| 23 | Max Chilton         | Marussia F1 Team              | Marussia MR02     | Cosworth CA2013      | P     |
| Nr | Kierowca            | Zespół                        | Samochód          | Silnik               | Opony |

## Wyniki

### Sesje treningowe
Źródło: Wyprzedź Mnie!
| Sesja | Nr | Kierowca         | Konstruktor      | Czas     | Okr. |
| ----- | -- | ---------------- | ---------------- | -------- | ---- |
| 1     | 1  | Sebastian Vettel | Red Bull-Renault | 1:27,211 | 16   |
| 2     | 1  | Sebastian Vettel | Red Bull-Renault | 1:25,908 | 33   |
| 3     | 8  | Romain Grosjean  | Lotus-Renault    | 1:26,929 | 14   |

### Kwalifikacje
Z powodu niekorzystnych warunków pogodowych zgodnie w sobotę odbyła się tylko pierwsza część kwalifikacji (Q1). Ponieważ kwalifikacje miały planowo odbyć się w późnych godzinach popołudniowych, nie było możliwe zbyt długie przedłużanie sesji. Dlatego też dwie kolejne części czasówki zostały przełożone na niedzielę na godzinę 11:00.
Źródło: Wyprzedź Mnie!
| Poz. | Nr | Kierowca            | Konstruktor          | Q1       | Q2       | Q3       | Poz. s. |
| ---- | -- | ------------------- | -------------------- | -------- | -------- | -------- | ------- |
| 1    | 1  | Sebastian Vettel    | Red Bull-Renault     | 1:44,657 | 1:36,745 | 1:27,407 | 1       |
| 2    | 2  | Mark Webber         | Red Bull-Renault     | 1:44,472 | 1:36,524 | 1:27,827 | 2       |
| 3    | 10 | Lewis Hamilton      | Mercedes             | 1:45,456 | 1:36,625 | 1:28,087 | 3       |
| 4    | 4  | Felipe Massa        | Ferrari              | 1:44,635 | 1:36,666 | 1:28,490 | 4       |
| 5    | 3  | Fernando Alonso     | Ferrari              | 1:43,850 | 1:36,691 | 1:28,493 | 5       |
| 6    | 9  | Nico Rosberg        | Mercedes             | 1:43,380 | 1:36,194 | 1:28,523 | 6       |
| 7    | 7  | Kimi Räikkönen      | Lotus-Renault        | 1:45,545 | 1:37,517 | 1:28,738 | 7       |
| 8    | 8  | Romain Grosjean     | Lotus-Renault        | 1:44,284 | 1:37,641 | 1:29,013 | 8       |
| 9    | 14 | Paul di Resta       | Force India-Mercedes | 1:45,601 | 1:36,901 | 1:29,305 | 9       |
| 10   | 5  | Jenson Button       | McLaren-Mercedes     | 1:44,688 | 1:36,644 | 1:30,357 | 10      |
| 11   | 11 | Nico Hülkenberg     | Sauber-Ferrari       | 1:45,930 | 1:38,067 | –        | 11      |
| 12   | 15 | Adrian Sutil        | Force India-Mercedes | 1:47,330 | 1:38,134 | –        | 12      |
| 13   | 18 | Jean-Éric Vergne    | Toro Rosso-Ferrari   | 1:44,871 | 1:38,778 | –        | 13      |
| 14   | 19 | Daniel Ricciardo    | Toro Rosso-Ferrari   | 1:46,450 | 1:39,042 | –        | 14      |
| 15   | 6  | Sergio Pérez        | McLaren-Mercedes     | 1:44,300 | 1:39,900 | –        | 15      |
| 16   | 17 | Valtteri Bottas     | Williams-Renault     | 1:47,328 | 1:40,290 | –        | 16      |
| 17   | 16 | Pastor Maldonado    | Williams-Renault     | 1:47,614 | –        | –        | 17      |
| 18   | 12 | Esteban Gutiérrez   | Sauber-Ferrari       | 1:47,776 | –        | –        | 18      |
| 19   | 22 | Jules Bianchi       | Marussia-Cosworth    | 1:48,147 | –        | –        | 19      |
| 20   | 23 | Max Chilton         | Marussia-Cosworth    | 1:48,909 | –        | –        | 20      |
| 21   | 21 | Giedo van der Garde | Caterham-Renault     | 1:49,519 | –        | –        | 21      |
|      | 20 | Charles Pic         | Caterham-Renault     | 1:50,626 | –        | –        | 22      |

### Wyścig
Źródło: Wyprzedź Mnie!
| P                                                     | + / –     | Nr | Kierowca            | Konstruktor          | Okr. | Czas / Strata   | Komentarz |
| ----------------------------------------------------- | --------- | -- | ------------------- | -------------------- | ---- | --------------- | --------- |
| 1                                                     | 6         | 7  | Kimi Räikkönen      | Lotus-Renault        | 58   | 1h30m03,225     |           |
| 2                                                     | 3         | 3  | Fernando Alonso     | Ferrari              | 58   | +0:12,451       |           |
| 3                                                     | 2         | 1  | Sebastian Vettel    | Red Bull-Renault     | 58   | +0:22,346       |           |
| 4                                                     | Bez zmian | 4  | Felipe Massa        | Ferrari              | 58   | +0:33,577       |           |
| 5                                                     | 2         | 10 | Lewis Hamilton      | Mercedes             | 58   | +0:45,561       |           |
| 6                                                     | 4         | 2  | Mark Webber         | Red Bull-Renault     | 58   | +0:46,800       |           |
| 7                                                     | 5         | 15 | Adrian Sutil        | Force India-Mercedes | 58   | +1:05,068       |           |
| 8                                                     | 1         | 14 | Paul di Resta       | Force India-Mercedes | 58   | +1:08,449       |           |
| 9                                                     | 1         | 5  | Jenson Button       | McLaren-Mercedes     | 58   | +1:21,630       |           |
| 10                                                    | 2         | 8  | Romain Grosjean     | Lotus-Renault        | 58   | +1:22,759       |           |
| 11                                                    | 4         | 6  | Sergio Pérez        | McLaren-Mercedes     | 58   | +1:23,367       |           |
| 12                                                    | 1         | 18 | Jean-Éric Vergne    | Toro Rosso-Ferrari   | 58   | +1:23,857       |           |
| 13                                                    | 5         | 12 | Esteban Gutiérrez   | Sauber-Ferrari       | 57   | +1 okr.         |           |
| 14                                                    | 2         | 17 | Valtteri Bottas     | Williams-Renault     | 57   | +1 okr.         |           |
| 15                                                    | 4         | 22 | Jules Bianchi       | Marussia-Cosworth    | 57   | +1 okr.         |           |
| 16                                                    | 6         | 20 | Charles Pic         | Caterham-Renault     | 56   | +2 okr.         |           |
| 17                                                    | 3         | 23 | Max Chilton         | Marussia-Cosworth    | 56   | +2 okr.         |           |
| 18                                                    | 3         | 21 | Giedo van der Garde | Caterham-Renault     | 56   | +2 okr.         |           |
| Niesklasyfikowani                                     |           |    |                     |                      |      |                 |           |
|                                                       |           | 19 | Daniel Ricciardo    | Toro Rosso-Ferrari   | 39   | układ wydechowy |           |
|                                                       |           | 9  | Nico Rosberg        | Mercedes             | 26   | elektronika     |           |
|                                                       |           | 16 | Pastor Maldonado    | Williams-Renault     | 24   | poślizg         |           |
| Nie wystartowali / niedopuszczeni do ponownego startu |           |    |                     |                      |      |                 |           |
|                                                       |           | 11 | Nico Hülkenberg     | Sauber-Ferrari       |      | pompa paliwowa  |           |
| P                                                     | + / –     | Nr | Kierowca            | Konstruktor          | Okr. | Czas / Strata   | Komentarz |

### Najszybsze okrążenie
Źródło: Wyprzedź Mnie!
| Nr | Kierowca       | Konstruktor   | Czas     | Okr. |
| -- | -------------- | ------------- | -------- | ---- |
| 7  | Kimi Räikkönen | Lotus-Renault | 1:29,274 | 56   |

## Prowadzenie w wyścigu
| Nr                              | Kierowca         | Okrążenia    | Suma |
| ------------------------------- | ---------------- | ------------ | ---- |
| 7                               | Kimi Räikkönen   | 22-33, 42-58 | 28   |
| 15                              | Adrian Sutil     | 13-20, 38-42 | 11   |
| 3                               | Fernando Alonso  | 7-8, 33-38   | 6    |
| 1                               | Sebastian Vettel | 1-6          | 5    |
| 10                              | Lewis Hamilton   | 8-12         | 4    |
| 4                               | Felipe Massa     | 6-7, 20-22   | 3    |
| 9                               | Nico Rosberg     | 12-13        | 1    |
| \| Wykres \| \| ------ \| \| \| |                  |              |      |
| Wykres                          |                  |              |      |
|                                 |                  |              |      |

## Klasyfikacja po wyścigu

### Kierowcy
| P                 | +/− | Kierowca            | Starty | Punkty | P1 | P2 | P3 | PP | NO | NS |
| ----------------- | --- | ------------------- | ------ | ------ | -- | -- | -- | -- | -- | -- |
| 1                 | N   | Kimi Räikkönen      | 1      | 25     | 1  | –  | –  | –  | 1  | –  |
| 2                 | N   | Fernando Alonso     | 1      | 18     | –  | 1  | –  | –  | –  | –  |
| 3                 | N   | Sebastian Vettel    | 1      | 15     | –  | –  | 1  | 1  | –  | –  |
| 4                 | N   | Felipe Massa        | 1      | 12     | –  | –  | –  | –  | –  | –  |
| 5                 | N   | Lewis Hamilton      | 1      | 10     | –  | –  | –  | –  | –  | –  |
| 6                 | N   | Mark Webber         | 1      | 8      | –  | –  | –  | –  | –  | –  |
| 7                 | N   | Adrian Sutil        | 1      | 6      | –  | –  | –  | –  | –  | –  |
| 8                 | N   | Paul di Resta       | 1      | 4      | –  | –  | –  | –  | –  | –  |
| 9                 | N   | Jenson Button       | 1      | 2      | –  | –  | –  | –  | –  | –  |
| 10                | N   | Romain Grosjean     | 1      | 1      | –  | –  | –  | –  | –  | –  |
| 11                | N   | Sergio Pérez        | 1      | 0      | –  | –  | –  | –  | –  | –  |
| 12                | N   | Jean-Éric Vergne    | 1      | 0      | –  | –  | –  | –  | –  | –  |
| 13                | N   | Esteban Gutiérrez   | 1      | 0      | –  | –  | –  | –  | –  | –  |
| 14                | N   | Valtteri Bottas     | 1      | 0      | –  | –  | –  | –  | –  | –  |
| 15                | N   | Jules Bianchi       | 1      | 0      | –  | –  | –  | –  | –  | –  |
| 16                | N   | Charles Pic         | 1      | 0      | –  | –  | –  | –  | –  | –  |
| 17                | N   | Max Chilton         | 1      | 0      | –  | –  | –  | –  | –  | –  |
| 18                | N   | Giedo van der Garde | 1      | 0      | –  | –  | –  | –  | –  | –  |
| Niesklasyfikowani |     |                     |        |        |    |    |    |    |    |    |
|                   |     | Daniel Ricciardo    | 1      | –      | –  | –  | –  | –  | –  | 1  |
|                   |     | Nico Rosberg        | 1      | –      | –  | –  | –  | –  | –  | 1  |
|                   |     | Pastor Maldonado    | 1      | –      | –  | –  | –  | –  | –  | 1  |
| P                 | +/− | Kierowca            | Starty | Punkty | P1 | P2 | P3 | PP | NO | NS |

### Konstruktorzy
| P  | +/− | Konstruktor          | Starty | Punkty | P1 | P2 | P3 | PP | NO | NS |
| -- | --- | -------------------- | ------ | ------ | -- | -- | -- | -- | -- | -- |
| 1  | N   | Ferrari              | 2      | 30     | –  | 1  | –  | –  | –  | –  |
| 2  | N   | Lotus-Renault        | 2      | 26     | 1  | –  | –  | –  | 1  | –  |
| 3  | N   | Red Bull-Renault     | 2      | 23     | –  | –  | 1  | 1  | –  | –  |
| 4  | N   | Mercedes             | 2      | 10     | –  | –  | –  | –  | –  | 1  |
| 5  | N   | Force India-Mercedes | 2      | 10     | –  | –  | –  | –  | –  | –  |
| 6  | N   | McLaren-Mercedes     | 2      | 2      | –  | –  | –  | –  | –  | –  |
| 7  | N   | Toro Rosso-Ferrari   | 2      | 0      | –  | –  | –  | –  | –  | 1  |
| 8  | N   | Sauber-Ferrari       | 1      | 0      | –  | –  | –  | –  | –  | –  |
| 9  | N   | Williams-Renault     | 2      | 0      | –  | –  | –  | –  | –  | 1  |
| 10 | N   | Marussia-Cosworth    | 2      | 0      | –  | –  | –  | –  | –  | –  |
| 11 | N   | Caterham-Renault     | 2      | 0      | –  | –  | –  | –  | –  | –  |
| P  | +/− | Konstruktor          | Starty | Punkty | P1 | P2 | P3 | PP | NO | NS |